# Palača Zagrebačkog kaptola u Varaždinu
Palača Zagrebačkog kaptola nalazi se u Varaždinu, u ulici Janka Draškovića 2. Jednokatna je uglovnica izgrađena u 18. stoljeću. Ovo je jedna od najskladnijih i najljepših baroknih palača u sjevernoj Hrvatskoj. Pročelja i originalni raspored prostora potpuno su očuvani. Prizemlje palače je presvođeno, kao i prostorije na 1. katu. U prostorijama uličnog dijela 1. kata očuvani su stropovi sa kvalitetnim ukrasima u stuccu.

## Zaštita
Pod oznakom Z-3943 zavedeno je kao nepokretno kulturno dobro - pojedinačno, pravna statusa zaštićena kulturnog dobra, klasificirano kao "javna građevina".

## Vanjske poveznice
- Puhmajer, Petar. 25. prosinca 2009. Palača Zagrebačkog kaptola u Varaždinu. Radovi Instituta za povijest umjetnosti (33)